# On Air
On Air es el segundo disco firmado en solitario por el músico británico Alan Parsons tras la disolución de The Alan Parsons Project. Publicado en 1996 se trata de un álbum conceptual inspirado en la aeronáutica y la fascinación del ser humano por volar. Está compuesto casi totalmente por el músico Ian Bairnson, colaborador de Parsons desde la época del Project, y entre los cantantes participantes destacan las presencias de Christopher Cross, Neil Lockwood y Steve Overland.
Musicalmente es un disco muy diferente de su primer disco en solitario, Try Anything Once, y de los álbumes de The Alan Parsons Project aunque incluye algunos elementos característicos como algunas canciones instrumentales o la rotación de cantantes. El sonido predominante se encuadra en la música rock suave matizando ritmos y arreglos sinfónicos propios de otras grabaciones de Parsons. La primera edición en disco compacto también contenía un CD-rom con información, datos y curiosidades sobre la exploración aeronáutica.

## Producción
Con la publicación de su anterior disco, Try Anything Once, Alan Parsons finalizó su contrato discográfico con Arista Records y emprendió la primera gira de su carrera como paso previo al lanzamiento de su segundo disco. Mientras Parsons barajaba ideas para la elaboración de un nuevo disco junto a Ian Bairnson conocieron la noticia de que un primo de Bairnson, Erik Mounsey, piloto de helicópteros, fue abatido por fuego amigo en la frontera entre Kuwait e Irak. 

"La idea surgió de un hecho real, ocurrido hace un par de años en la frontera de Kuwait con Irak, en donde un piloto norteamericano en misión de paz murió a causa de los disparos de sus propios compañeros que le confundieron con el enemigo"
Alan Parsons, sobre On Air (1996) 

El álbum sigue la historia de la exploración aeronáutica mostrando algunos hitos: el vuelo mitológico de Dédalo e Ícaro para escapar del laberinto del Minotauro («Too Close To The Sun»); el deseo de Leonardo da Vinci por diseñar un ornitóptero («One Day To Fly»); las aspiraciones de la humanidad para lograr la exploración del espacio («So Far Away»); o la competición entre Estados Unidos y la Unión Soviética por poner a un hombre en la luna («Apollo»), canción que incluye un célebre discurso pronunciado por John F. Kennedy del 25 de mayo de 1961.

"La tecnología avanza a gran velocidad, no tanto para favorecer la labor de grabación como para la de creación (...) Hoy los músicos tienen que ser ingenieros"
Alan Parsons, sobre On Air (1996) 

Además del propio disco se incluyó un CD-Rom con información sobre la historia aeronáutica, el programa Apolo o grabaciones del fallecido campeón de surfeo aéreo Rob Harrys que, en palabras de Parsons, "es un reclamo añadido al trabajo (...) quería ofrecer algo que representase la temática del disco que no fueran los típicos vídeos o las entrevistas". El disco se grabó entre diciembre de 1995 y junio de 1996 en los estudios Parsonics (Londres).

## Lista de canciones
1. «Blue Blue Sky» - (Ian Bairnson) Cantante: Eric Stewart - 0:46
2. «Too Close To The Sun» - (Alan Parsons, Ian Bairnson y Stuart Elliott) Cantante: Neil Lockwood - 5:12
3. «Blown By The Wind» - (Ian Bairnson) Cantante: Eric Stewart - 5:22
4. «Cloudbreak» - (Alan Parsons, Ian Bairnson y Stuart Elliott) Instrumental - 4:41
5. «I Can't Look Down» - (Ian Bairnson) Cantante: Neil Lockwood - 4:32
6. «Brother Up In Heaven» - (Ian Bairnson) Cantante: Neil Lockwood - 3:57
7. «Fall Free» - (Alan Parsons, Ian Bairnson y Stuart Elliott) Cantante: Steve Overland (coros Peter Beckett) - 4:20
8. «Apollo» - (Alan Parsons, Ian Bairnson y Stuart Elliott) Instrumental (voz de John F. Kennedy) - 6:05
9. «So Far Away» - (Ian Bairnson) Cantante: Christopher Cross - 4:05
10. «One Day To Fly» - (Stuart Elliott y Scott English) Cantante: Graham Dye - 6:13
11. «Blue Blue Sky» - (Ian Bairnson) Cantante: Eric Stewart - 4:23

## Músicos
- Alan Parsons – teclados, mezclas e ingeniería de sonido
- Andrew Powell – arreglos orquestales y director
- Ian Bairnson – guitarras, bajo y sintetizadores
- John Giblin – bajo eléctrico
- Stuart Elliott – percusiones
- Richard Cottle – saxofón
- Gary Sanctuary – teclados
- Christopher Warren-Green – orquesta
- Eric Stewart – voz (canciones 1, 3 y 11)
- Neil Lockwood – voz (canciones 2, 5, 6)
- Steve Overland – voz (canción 7)
- Christopher Cross – voz (canción 9)
- Graham Dye – voz (canción 10)
- Peter Beckett – coros (canción 6)